# Pablo Cedrón
Pablo Cedrón (Mar del Plata, 1958. január 7. – Buenos Aires, 2017. november 1.) argentin színész.

## Filmjei

### Mozifilmek
- El habilitado (1971)
- A csavargólány (La Raulito) (1975)
- Gotán (1979)
- El juguete rabioso (1984)
- Las barras bravas (1985)
- Les longs manteaux (1986)
- Pinocho (1986)
- Río escondido (1999)
- Felicidades (2000)
- Cabeza de tigre (2001)
- En ausencia (2002, rövidfilm)
- Amerre sodor a szél (El viento) (2005)
- Aura (2005)
- Aparecidos (2007)
- Historias breves V: Blanco i negro (2009, rövidfilm)
- Historias Breves 5 (2009)
- Aballay, el hombre sin miedo (2010)
- Bomba (2013)
- Boca de Pozo (2014)
- Somewhere Beautiful (2014)
- El Movimiento (2015)
- El Invierno (2016)
- El otro hermano (2017)
- Sólo se vive una vez (2017)

### Tv-filmek
- Tiempofinal (2001–2002)
- Mestertolvajok (Botines) (2005)
- Gyilkos nők (Mujeres asesinas) (2005)
- Romanos (2015)
- Historia de un clan (2015)
- Nafta Súper (2016)

### Tv-sorozatok
- Entre el amor y el poder (1984, 39 epizódban)
- Cha cha cha (1993, 22 epizódban)
- Nico (1995)
- 90-60-90 modelos (1996, 85 epizódban)
- Campeones de la vida (1999–2000, 294 epizódban)
- Malandras (2003, 12 epizódban)
- Sin código (2004, 20 epizódban)
- Algo habrán hecho (2005, dokumentumfilm-sorozat)
- Bendita vida (2006, három epizódban)
- Te vagy az életem (Sos mi vida) (2006, 60 epizódban)
- Lalola (2007–2008, 53 epizódban)
- Ciega a citas (2009, egy epizódban)
- Malparida (2010, 48 epizódban)
- Sos mi hombre (2012, 172 epizódban)
- Los siete locos y los lanzallamas (2015, 29 epizódban)
- Educando a Nina (2016, öt epizódban)